# Гней Октавий Руф (квестор 107 пр.н.е.)
Вижте пояснителната страница за други личности с името Гней Октавий.
Гней Октавий Руф (на латински: Gnaeus Octavius Rufus) е сенатор на Римската република през 2 век пр.н.е. Произлиза от плебейската фамилия Октавии, клон Руф.
През 107 пр.н.е. е квестор. Той е посланик при Бокх I, царят на Мавритания (упр. 111 – 80 пр.н.е.).
Вероятно е същият Гней Октавий (консул 87 пр.н.е.).